# Solvac
Solvac est un holding belge fondé en 1983, qui regroupe les investissements des descendants des familles fondatrices de la société Solvay, active dans le secteur chimique, et dont il est le principal actionnaire avec 30 % des actions.

## La société
L'actionnariat de Solvac est réservé aux personnes physiques et ses titres, cotés à Bruxelles (Euronext), sont tous nominatifs.
Le 15 avril 2024, la capitalisation boursière s'élevait à  2330 millions d'euros et la décote par rapport aux sous-jacents était de 37,9%.
Jean-Marie Solvay est président du conseil d'administration en 2024.